# Eeltje Visserman
Eeltje Visserman (Blokzijl, 24 gennaio 1922 – L'Aia, 23 marzo 1978) è stato un compositore di scacchi olandese.
Dal 1938 ha composto più di 800 problemi, la maggior parte diretti in due e tre mosse, ma anche aiutomatti.
Nel 1958 fu nominato dalla FIDE Giudice Internazionale della composizione. 
Nel 1972 fu uno dei primi quattro compositori a ricevere il titolo di Grande Maestro della composizione.
È stato per vari anni direttore della rivista « Probleemblad » e redattore della rubrica problemistica di « Tijdschrift van de KNSB ». Scrisse il libro 64 Nederlandse componisten in 1964 (l'Aia, 1964), con note biografiche ed esempi di 64 compositori olandesi.
Pubblicò i suoi lavori con lo pseudonimo S. van Mierse (anagramma di E. Visserman).
Di professione era ingegnere civile. Svolse anche l'attività di giornalista.

## Problemi d'esempio
Il primo problema a sinistra sviluppa il tema delle varianti reciproche, introdotto da Tibor Florián.
|   | a | b | c | d | e | f | g | h |   |
| 8 | a8 alfiere del bianco · h8 re del bianco · a7 alfiere del bianco · c7 cavallo del bianco · c6 cavallo del nero · d6 pedone del nero · h6 pedone del nero · c5 torre del nero · f5 cavallo del nero · h5 donna del bianco · b4 pedone del nero · e4 re del nero · b3 pedone del bianco · e3 pedone del bianco · f3 cavallo del bianco · g3 pedone del bianco · e2 pedone del bianco | a8 alfiere del bianco · h8 re del bianco · a7 alfiere del bianco · c7 cavallo del bianco · c6 cavallo del nero · d6 pedone del nero · h6 pedone del nero · c5 torre del nero · f5 cavallo del nero · h5 donna del bianco · b4 pedone del nero · e4 re del nero · b3 pedone del bianco · e3 pedone del bianco · f3 cavallo del bianco · g3 pedone del bianco · e2 pedone del bianco | a8 alfiere del bianco · h8 re del bianco · a7 alfiere del bianco · c7 cavallo del bianco · c6 cavallo del nero · d6 pedone del nero · h6 pedone del nero · c5 torre del nero · f5 cavallo del nero · h5 donna del bianco · b4 pedone del nero · e4 re del nero · b3 pedone del bianco · e3 pedone del bianco · f3 cavallo del bianco · g3 pedone del bianco · e2 pedone del bianco | a8 alfiere del bianco · h8 re del bianco · a7 alfiere del bianco · c7 cavallo del bianco · c6 cavallo del nero · d6 pedone del nero · h6 pedone del nero · c5 torre del nero · f5 cavallo del nero · h5 donna del bianco · b4 pedone del nero · e4 re del nero · b3 pedone del bianco · e3 pedone del bianco · f3 cavallo del bianco · g3 pedone del bianco · e2 pedone del bianco | a8 alfiere del bianco · h8 re del bianco · a7 alfiere del bianco · c7 cavallo del bianco · c6 cavallo del nero · d6 pedone del nero · h6 pedone del nero · c5 torre del nero · f5 cavallo del nero · h5 donna del bianco · b4 pedone del nero · e4 re del nero · b3 pedone del bianco · e3 pedone del bianco · f3 cavallo del bianco · g3 pedone del bianco · e2 pedone del bianco | a8 alfiere del bianco · h8 re del bianco · a7 alfiere del bianco · c7 cavallo del bianco · c6 cavallo del nero · d6 pedone del nero · h6 pedone del nero · c5 torre del nero · f5 cavallo del nero · h5 donna del bianco · b4 pedone del nero · e4 re del nero · b3 pedone del bianco · e3 pedone del bianco · f3 cavallo del bianco · g3 pedone del bianco · e2 pedone del bianco | a8 alfiere del bianco · h8 re del bianco · a7 alfiere del bianco · c7 cavallo del bianco · c6 cavallo del nero · d6 pedone del nero · h6 pedone del nero · c5 torre del nero · f5 cavallo del nero · h5 donna del bianco · b4 pedone del nero · e4 re del nero · b3 pedone del bianco · e3 pedone del bianco · f3 cavallo del bianco · g3 pedone del bianco · e2 pedone del bianco | a8 alfiere del bianco · h8 re del bianco · a7 alfiere del bianco · c7 cavallo del bianco · c6 cavallo del nero · d6 pedone del nero · h6 pedone del nero · c5 torre del nero · f5 cavallo del nero · h5 donna del bianco · b4 pedone del nero · e4 re del nero · b3 pedone del bianco · e3 pedone del bianco · f3 cavallo del bianco · g3 pedone del bianco · e2 pedone del bianco | 8 |
| 7 | a8 alfiere del bianco · h8 re del bianco · a7 alfiere del bianco · c7 cavallo del bianco · c6 cavallo del nero · d6 pedone del nero · h6 pedone del nero · c5 torre del nero · f5 cavallo del nero · h5 donna del bianco · b4 pedone del nero · e4 re del nero · b3 pedone del bianco · e3 pedone del bianco · f3 cavallo del bianco · g3 pedone del bianco · e2 pedone del bianco | a8 alfiere del bianco · h8 re del bianco · a7 alfiere del bianco · c7 cavallo del bianco · c6 cavallo del nero · d6 pedone del nero · h6 pedone del nero · c5 torre del nero · f5 cavallo del nero · h5 donna del bianco · b4 pedone del nero · e4 re del nero · b3 pedone del bianco · e3 pedone del bianco · f3 cavallo del bianco · g3 pedone del bianco · e2 pedone del bianco | a8 alfiere del bianco · h8 re del bianco · a7 alfiere del bianco · c7 cavallo del bianco · c6 cavallo del nero · d6 pedone del nero · h6 pedone del nero · c5 torre del nero · f5 cavallo del nero · h5 donna del bianco · b4 pedone del nero · e4 re del nero · b3 pedone del bianco · e3 pedone del bianco · f3 cavallo del bianco · g3 pedone del bianco · e2 pedone del bianco | a8 alfiere del bianco · h8 re del bianco · a7 alfiere del bianco · c7 cavallo del bianco · c6 cavallo del nero · d6 pedone del nero · h6 pedone del nero · c5 torre del nero · f5 cavallo del nero · h5 donna del bianco · b4 pedone del nero · e4 re del nero · b3 pedone del bianco · e3 pedone del bianco · f3 cavallo del bianco · g3 pedone del bianco · e2 pedone del bianco | a8 alfiere del bianco · h8 re del bianco · a7 alfiere del bianco · c7 cavallo del bianco · c6 cavallo del nero · d6 pedone del nero · h6 pedone del nero · c5 torre del nero · f5 cavallo del nero · h5 donna del bianco · b4 pedone del nero · e4 re del nero · b3 pedone del bianco · e3 pedone del bianco · f3 cavallo del bianco · g3 pedone del bianco · e2 pedone del bianco | a8 alfiere del bianco · h8 re del bianco · a7 alfiere del bianco · c7 cavallo del bianco · c6 cavallo del nero · d6 pedone del nero · h6 pedone del nero · c5 torre del nero · f5 cavallo del nero · h5 donna del bianco · b4 pedone del nero · e4 re del nero · b3 pedone del bianco · e3 pedone del bianco · f3 cavallo del bianco · g3 pedone del bianco · e2 pedone del bianco | a8 alfiere del bianco · h8 re del bianco · a7 alfiere del bianco · c7 cavallo del bianco · c6 cavallo del nero · d6 pedone del nero · h6 pedone del nero · c5 torre del nero · f5 cavallo del nero · h5 donna del bianco · b4 pedone del nero · e4 re del nero · b3 pedone del bianco · e3 pedone del bianco · f3 cavallo del bianco · g3 pedone del bianco · e2 pedone del bianco | a8 alfiere del bianco · h8 re del bianco · a7 alfiere del bianco · c7 cavallo del bianco · c6 cavallo del nero · d6 pedone del nero · h6 pedone del nero · c5 torre del nero · f5 cavallo del nero · h5 donna del bianco · b4 pedone del nero · e4 re del nero · b3 pedone del bianco · e3 pedone del bianco · f3 cavallo del bianco · g3 pedone del bianco · e2 pedone del bianco | 7 |
| 6 | a8 alfiere del bianco · h8 re del bianco · a7 alfiere del bianco · c7 cavallo del bianco · c6 cavallo del nero · d6 pedone del nero · h6 pedone del nero · c5 torre del nero · f5 cavallo del nero · h5 donna del bianco · b4 pedone del nero · e4 re del nero · b3 pedone del bianco · e3 pedone del bianco · f3 cavallo del bianco · g3 pedone del bianco · e2 pedone del bianco | a8 alfiere del bianco · h8 re del bianco · a7 alfiere del bianco · c7 cavallo del bianco · c6 cavallo del nero · d6 pedone del nero · h6 pedone del nero · c5 torre del nero · f5 cavallo del nero · h5 donna del bianco · b4 pedone del nero · e4 re del nero · b3 pedone del bianco · e3 pedone del bianco · f3 cavallo del bianco · g3 pedone del bianco · e2 pedone del bianco | a8 alfiere del bianco · h8 re del bianco · a7 alfiere del bianco · c7 cavallo del bianco · c6 cavallo del nero · d6 pedone del nero · h6 pedone del nero · c5 torre del nero · f5 cavallo del nero · h5 donna del bianco · b4 pedone del nero · e4 re del nero · b3 pedone del bianco · e3 pedone del bianco · f3 cavallo del bianco · g3 pedone del bianco · e2 pedone del bianco | a8 alfiere del bianco · h8 re del bianco · a7 alfiere del bianco · c7 cavallo del bianco · c6 cavallo del nero · d6 pedone del nero · h6 pedone del nero · c5 torre del nero · f5 cavallo del nero · h5 donna del bianco · b4 pedone del nero · e4 re del nero · b3 pedone del bianco · e3 pedone del bianco · f3 cavallo del bianco · g3 pedone del bianco · e2 pedone del bianco | a8 alfiere del bianco · h8 re del bianco · a7 alfiere del bianco · c7 cavallo del bianco · c6 cavallo del nero · d6 pedone del nero · h6 pedone del nero · c5 torre del nero · f5 cavallo del nero · h5 donna del bianco · b4 pedone del nero · e4 re del nero · b3 pedone del bianco · e3 pedone del bianco · f3 cavallo del bianco · g3 pedone del bianco · e2 pedone del bianco | a8 alfiere del bianco · h8 re del bianco · a7 alfiere del bianco · c7 cavallo del bianco · c6 cavallo del nero · d6 pedone del nero · h6 pedone del nero · c5 torre del nero · f5 cavallo del nero · h5 donna del bianco · b4 pedone del nero · e4 re del nero · b3 pedone del bianco · e3 pedone del bianco · f3 cavallo del bianco · g3 pedone del bianco · e2 pedone del bianco | a8 alfiere del bianco · h8 re del bianco · a7 alfiere del bianco · c7 cavallo del bianco · c6 cavallo del nero · d6 pedone del nero · h6 pedone del nero · c5 torre del nero · f5 cavallo del nero · h5 donna del bianco · b4 pedone del nero · e4 re del nero · b3 pedone del bianco · e3 pedone del bianco · f3 cavallo del bianco · g3 pedone del bianco · e2 pedone del bianco | a8 alfiere del bianco · h8 re del bianco · a7 alfiere del bianco · c7 cavallo del bianco · c6 cavallo del nero · d6 pedone del nero · h6 pedone del nero · c5 torre del nero · f5 cavallo del nero · h5 donna del bianco · b4 pedone del nero · e4 re del nero · b3 pedone del bianco · e3 pedone del bianco · f3 cavallo del bianco · g3 pedone del bianco · e2 pedone del bianco | 6 |
| 5 | a8 alfiere del bianco · h8 re del bianco · a7 alfiere del bianco · c7 cavallo del bianco · c6 cavallo del nero · d6 pedone del nero · h6 pedone del nero · c5 torre del nero · f5 cavallo del nero · h5 donna del bianco · b4 pedone del nero · e4 re del nero · b3 pedone del bianco · e3 pedone del bianco · f3 cavallo del bianco · g3 pedone del bianco · e2 pedone del bianco | a8 alfiere del bianco · h8 re del bianco · a7 alfiere del bianco · c7 cavallo del bianco · c6 cavallo del nero · d6 pedone del nero · h6 pedone del nero · c5 torre del nero · f5 cavallo del nero · h5 donna del bianco · b4 pedone del nero · e4 re del nero · b3 pedone del bianco · e3 pedone del bianco · f3 cavallo del bianco · g3 pedone del bianco · e2 pedone del bianco | a8 alfiere del bianco · h8 re del bianco · a7 alfiere del bianco · c7 cavallo del bianco · c6 cavallo del nero · d6 pedone del nero · h6 pedone del nero · c5 torre del nero · f5 cavallo del nero · h5 donna del bianco · b4 pedone del nero · e4 re del nero · b3 pedone del bianco · e3 pedone del bianco · f3 cavallo del bianco · g3 pedone del bianco · e2 pedone del bianco | a8 alfiere del bianco · h8 re del bianco · a7 alfiere del bianco · c7 cavallo del bianco · c6 cavallo del nero · d6 pedone del nero · h6 pedone del nero · c5 torre del nero · f5 cavallo del nero · h5 donna del bianco · b4 pedone del nero · e4 re del nero · b3 pedone del bianco · e3 pedone del bianco · f3 cavallo del bianco · g3 pedone del bianco · e2 pedone del bianco | a8 alfiere del bianco · h8 re del bianco · a7 alfiere del bianco · c7 cavallo del bianco · c6 cavallo del nero · d6 pedone del nero · h6 pedone del nero · c5 torre del nero · f5 cavallo del nero · h5 donna del bianco · b4 pedone del nero · e4 re del nero · b3 pedone del bianco · e3 pedone del bianco · f3 cavallo del bianco · g3 pedone del bianco · e2 pedone del bianco | a8 alfiere del bianco · h8 re del bianco · a7 alfiere del bianco · c7 cavallo del bianco · c6 cavallo del nero · d6 pedone del nero · h6 pedone del nero · c5 torre del nero · f5 cavallo del nero · h5 donna del bianco · b4 pedone del nero · e4 re del nero · b3 pedone del bianco · e3 pedone del bianco · f3 cavallo del bianco · g3 pedone del bianco · e2 pedone del bianco | a8 alfiere del bianco · h8 re del bianco · a7 alfiere del bianco · c7 cavallo del bianco · c6 cavallo del nero · d6 pedone del nero · h6 pedone del nero · c5 torre del nero · f5 cavallo del nero · h5 donna del bianco · b4 pedone del nero · e4 re del nero · b3 pedone del bianco · e3 pedone del bianco · f3 cavallo del bianco · g3 pedone del bianco · e2 pedone del bianco | a8 alfiere del bianco · h8 re del bianco · a7 alfiere del bianco · c7 cavallo del bianco · c6 cavallo del nero · d6 pedone del nero · h6 pedone del nero · c5 torre del nero · f5 cavallo del nero · h5 donna del bianco · b4 pedone del nero · e4 re del nero · b3 pedone del bianco · e3 pedone del bianco · f3 cavallo del bianco · g3 pedone del bianco · e2 pedone del bianco | 5 |
| 4 | a8 alfiere del bianco · h8 re del bianco · a7 alfiere del bianco · c7 cavallo del bianco · c6 cavallo del nero · d6 pedone del nero · h6 pedone del nero · c5 torre del nero · f5 cavallo del nero · h5 donna del bianco · b4 pedone del nero · e4 re del nero · b3 pedone del bianco · e3 pedone del bianco · f3 cavallo del bianco · g3 pedone del bianco · e2 pedone del bianco | a8 alfiere del bianco · h8 re del bianco · a7 alfiere del bianco · c7 cavallo del bianco · c6 cavallo del nero · d6 pedone del nero · h6 pedone del nero · c5 torre del nero · f5 cavallo del nero · h5 donna del bianco · b4 pedone del nero · e4 re del nero · b3 pedone del bianco · e3 pedone del bianco · f3 cavallo del bianco · g3 pedone del bianco · e2 pedone del bianco | a8 alfiere del bianco · h8 re del bianco · a7 alfiere del bianco · c7 cavallo del bianco · c6 cavallo del nero · d6 pedone del nero · h6 pedone del nero · c5 torre del nero · f5 cavallo del nero · h5 donna del bianco · b4 pedone del nero · e4 re del nero · b3 pedone del bianco · e3 pedone del bianco · f3 cavallo del bianco · g3 pedone del bianco · e2 pedone del bianco | a8 alfiere del bianco · h8 re del bianco · a7 alfiere del bianco · c7 cavallo del bianco · c6 cavallo del nero · d6 pedone del nero · h6 pedone del nero · c5 torre del nero · f5 cavallo del nero · h5 donna del bianco · b4 pedone del nero · e4 re del nero · b3 pedone del bianco · e3 pedone del bianco · f3 cavallo del bianco · g3 pedone del bianco · e2 pedone del bianco | a8 alfiere del bianco · h8 re del bianco · a7 alfiere del bianco · c7 cavallo del bianco · c6 cavallo del nero · d6 pedone del nero · h6 pedone del nero · c5 torre del nero · f5 cavallo del nero · h5 donna del bianco · b4 pedone del nero · e4 re del nero · b3 pedone del bianco · e3 pedone del bianco · f3 cavallo del bianco · g3 pedone del bianco · e2 pedone del bianco | a8 alfiere del bianco · h8 re del bianco · a7 alfiere del bianco · c7 cavallo del bianco · c6 cavallo del nero · d6 pedone del nero · h6 pedone del nero · c5 torre del nero · f5 cavallo del nero · h5 donna del bianco · b4 pedone del nero · e4 re del nero · b3 pedone del bianco · e3 pedone del bianco · f3 cavallo del bianco · g3 pedone del bianco · e2 pedone del bianco | a8 alfiere del bianco · h8 re del bianco · a7 alfiere del bianco · c7 cavallo del bianco · c6 cavallo del nero · d6 pedone del nero · h6 pedone del nero · c5 torre del nero · f5 cavallo del nero · h5 donna del bianco · b4 pedone del nero · e4 re del nero · b3 pedone del bianco · e3 pedone del bianco · f3 cavallo del bianco · g3 pedone del bianco · e2 pedone del bianco | a8 alfiere del bianco · h8 re del bianco · a7 alfiere del bianco · c7 cavallo del bianco · c6 cavallo del nero · d6 pedone del nero · h6 pedone del nero · c5 torre del nero · f5 cavallo del nero · h5 donna del bianco · b4 pedone del nero · e4 re del nero · b3 pedone del bianco · e3 pedone del bianco · f3 cavallo del bianco · g3 pedone del bianco · e2 pedone del bianco | 4 |
| 3 | a8 alfiere del bianco · h8 re del bianco · a7 alfiere del bianco · c7 cavallo del bianco · c6 cavallo del nero · d6 pedone del nero · h6 pedone del nero · c5 torre del nero · f5 cavallo del nero · h5 donna del bianco · b4 pedone del nero · e4 re del nero · b3 pedone del bianco · e3 pedone del bianco · f3 cavallo del bianco · g3 pedone del bianco · e2 pedone del bianco | a8 alfiere del bianco · h8 re del bianco · a7 alfiere del bianco · c7 cavallo del bianco · c6 cavallo del nero · d6 pedone del nero · h6 pedone del nero · c5 torre del nero · f5 cavallo del nero · h5 donna del bianco · b4 pedone del nero · e4 re del nero · b3 pedone del bianco · e3 pedone del bianco · f3 cavallo del bianco · g3 pedone del bianco · e2 pedone del bianco | a8 alfiere del bianco · h8 re del bianco · a7 alfiere del bianco · c7 cavallo del bianco · c6 cavallo del nero · d6 pedone del nero · h6 pedone del nero · c5 torre del nero · f5 cavallo del nero · h5 donna del bianco · b4 pedone del nero · e4 re del nero · b3 pedone del bianco · e3 pedone del bianco · f3 cavallo del bianco · g3 pedone del bianco · e2 pedone del bianco | a8 alfiere del bianco · h8 re del bianco · a7 alfiere del bianco · c7 cavallo del bianco · c6 cavallo del nero · d6 pedone del nero · h6 pedone del nero · c5 torre del nero · f5 cavallo del nero · h5 donna del bianco · b4 pedone del nero · e4 re del nero · b3 pedone del bianco · e3 pedone del bianco · f3 cavallo del bianco · g3 pedone del bianco · e2 pedone del bianco | a8 alfiere del bianco · h8 re del bianco · a7 alfiere del bianco · c7 cavallo del bianco · c6 cavallo del nero · d6 pedone del nero · h6 pedone del nero · c5 torre del nero · f5 cavallo del nero · h5 donna del bianco · b4 pedone del nero · e4 re del nero · b3 pedone del bianco · e3 pedone del bianco · f3 cavallo del bianco · g3 pedone del bianco · e2 pedone del bianco | a8 alfiere del bianco · h8 re del bianco · a7 alfiere del bianco · c7 cavallo del bianco · c6 cavallo del nero · d6 pedone del nero · h6 pedone del nero · c5 torre del nero · f5 cavallo del nero · h5 donna del bianco · b4 pedone del nero · e4 re del nero · b3 pedone del bianco · e3 pedone del bianco · f3 cavallo del bianco · g3 pedone del bianco · e2 pedone del bianco | a8 alfiere del bianco · h8 re del bianco · a7 alfiere del bianco · c7 cavallo del bianco · c6 cavallo del nero · d6 pedone del nero · h6 pedone del nero · c5 torre del nero · f5 cavallo del nero · h5 donna del bianco · b4 pedone del nero · e4 re del nero · b3 pedone del bianco · e3 pedone del bianco · f3 cavallo del bianco · g3 pedone del bianco · e2 pedone del bianco | a8 alfiere del bianco · h8 re del bianco · a7 alfiere del bianco · c7 cavallo del bianco · c6 cavallo del nero · d6 pedone del nero · h6 pedone del nero · c5 torre del nero · f5 cavallo del nero · h5 donna del bianco · b4 pedone del nero · e4 re del nero · b3 pedone del bianco · e3 pedone del bianco · f3 cavallo del bianco · g3 pedone del bianco · e2 pedone del bianco | 3 |
| 2 | a8 alfiere del bianco · h8 re del bianco · a7 alfiere del bianco · c7 cavallo del bianco · c6 cavallo del nero · d6 pedone del nero · h6 pedone del nero · c5 torre del nero · f5 cavallo del nero · h5 donna del bianco · b4 pedone del nero · e4 re del nero · b3 pedone del bianco · e3 pedone del bianco · f3 cavallo del bianco · g3 pedone del bianco · e2 pedone del bianco | a8 alfiere del bianco · h8 re del bianco · a7 alfiere del bianco · c7 cavallo del bianco · c6 cavallo del nero · d6 pedone del nero · h6 pedone del nero · c5 torre del nero · f5 cavallo del nero · h5 donna del bianco · b4 pedone del nero · e4 re del nero · b3 pedone del bianco · e3 pedone del bianco · f3 cavallo del bianco · g3 pedone del bianco · e2 pedone del bianco | a8 alfiere del bianco · h8 re del bianco · a7 alfiere del bianco · c7 cavallo del bianco · c6 cavallo del nero · d6 pedone del nero · h6 pedone del nero · c5 torre del nero · f5 cavallo del nero · h5 donna del bianco · b4 pedone del nero · e4 re del nero · b3 pedone del bianco · e3 pedone del bianco · f3 cavallo del bianco · g3 pedone del bianco · e2 pedone del bianco | a8 alfiere del bianco · h8 re del bianco · a7 alfiere del bianco · c7 cavallo del bianco · c6 cavallo del nero · d6 pedone del nero · h6 pedone del nero · c5 torre del nero · f5 cavallo del nero · h5 donna del bianco · b4 pedone del nero · e4 re del nero · b3 pedone del bianco · e3 pedone del bianco · f3 cavallo del bianco · g3 pedone del bianco · e2 pedone del bianco | a8 alfiere del bianco · h8 re del bianco · a7 alfiere del bianco · c7 cavallo del bianco · c6 cavallo del nero · d6 pedone del nero · h6 pedone del nero · c5 torre del nero · f5 cavallo del nero · h5 donna del bianco · b4 pedone del nero · e4 re del nero · b3 pedone del bianco · e3 pedone del bianco · f3 cavallo del bianco · g3 pedone del bianco · e2 pedone del bianco | a8 alfiere del bianco · h8 re del bianco · a7 alfiere del bianco · c7 cavallo del bianco · c6 cavallo del nero · d6 pedone del nero · h6 pedone del nero · c5 torre del nero · f5 cavallo del nero · h5 donna del bianco · b4 pedone del nero · e4 re del nero · b3 pedone del bianco · e3 pedone del bianco · f3 cavallo del bianco · g3 pedone del bianco · e2 pedone del bianco | a8 alfiere del bianco · h8 re del bianco · a7 alfiere del bianco · c7 cavallo del bianco · c6 cavallo del nero · d6 pedone del nero · h6 pedone del nero · c5 torre del nero · f5 cavallo del nero · h5 donna del bianco · b4 pedone del nero · e4 re del nero · b3 pedone del bianco · e3 pedone del bianco · f3 cavallo del bianco · g3 pedone del bianco · e2 pedone del bianco | a8 alfiere del bianco · h8 re del bianco · a7 alfiere del bianco · c7 cavallo del bianco · c6 cavallo del nero · d6 pedone del nero · h6 pedone del nero · c5 torre del nero · f5 cavallo del nero · h5 donna del bianco · b4 pedone del nero · e4 re del nero · b3 pedone del bianco · e3 pedone del bianco · f3 cavallo del bianco · g3 pedone del bianco · e2 pedone del bianco | 2 |
| 1 | a8 alfiere del bianco · h8 re del bianco · a7 alfiere del bianco · c7 cavallo del bianco · c6 cavallo del nero · d6 pedone del nero · h6 pedone del nero · c5 torre del nero · f5 cavallo del nero · h5 donna del bianco · b4 pedone del nero · e4 re del nero · b3 pedone del bianco · e3 pedone del bianco · f3 cavallo del bianco · g3 pedone del bianco · e2 pedone del bianco | a8 alfiere del bianco · h8 re del bianco · a7 alfiere del bianco · c7 cavallo del bianco · c6 cavallo del nero · d6 pedone del nero · h6 pedone del nero · c5 torre del nero · f5 cavallo del nero · h5 donna del bianco · b4 pedone del nero · e4 re del nero · b3 pedone del bianco · e3 pedone del bianco · f3 cavallo del bianco · g3 pedone del bianco · e2 pedone del bianco | a8 alfiere del bianco · h8 re del bianco · a7 alfiere del bianco · c7 cavallo del bianco · c6 cavallo del nero · d6 pedone del nero · h6 pedone del nero · c5 torre del nero · f5 cavallo del nero · h5 donna del bianco · b4 pedone del nero · e4 re del nero · b3 pedone del bianco · e3 pedone del bianco · f3 cavallo del bianco · g3 pedone del bianco · e2 pedone del bianco | a8 alfiere del bianco · h8 re del bianco · a7 alfiere del bianco · c7 cavallo del bianco · c6 cavallo del nero · d6 pedone del nero · h6 pedone del nero · c5 torre del nero · f5 cavallo del nero · h5 donna del bianco · b4 pedone del nero · e4 re del nero · b3 pedone del bianco · e3 pedone del bianco · f3 cavallo del bianco · g3 pedone del bianco · e2 pedone del bianco | a8 alfiere del bianco · h8 re del bianco · a7 alfiere del bianco · c7 cavallo del bianco · c6 cavallo del nero · d6 pedone del nero · h6 pedone del nero · c5 torre del nero · f5 cavallo del nero · h5 donna del bianco · b4 pedone del nero · e4 re del nero · b3 pedone del bianco · e3 pedone del bianco · f3 cavallo del bianco · g3 pedone del bianco · e2 pedone del bianco | a8 alfiere del bianco · h8 re del bianco · a7 alfiere del bianco · c7 cavallo del bianco · c6 cavallo del nero · d6 pedone del nero · h6 pedone del nero · c5 torre del nero · f5 cavallo del nero · h5 donna del bianco · b4 pedone del nero · e4 re del nero · b3 pedone del bianco · e3 pedone del bianco · f3 cavallo del bianco · g3 pedone del bianco · e2 pedone del bianco | a8 alfiere del bianco · h8 re del bianco · a7 alfiere del bianco · c7 cavallo del bianco · c6 cavallo del nero · d6 pedone del nero · h6 pedone del nero · c5 torre del nero · f5 cavallo del nero · h5 donna del bianco · b4 pedone del nero · e4 re del nero · b3 pedone del bianco · e3 pedone del bianco · f3 cavallo del bianco · g3 pedone del bianco · e2 pedone del bianco | a8 alfiere del bianco · h8 re del bianco · a7 alfiere del bianco · c7 cavallo del bianco · c6 cavallo del nero · d6 pedone del nero · h6 pedone del nero · c5 torre del nero · f5 cavallo del nero · h5 donna del bianco · b4 pedone del nero · e4 re del nero · b3 pedone del bianco · e3 pedone del bianco · f3 cavallo del bianco · g3 pedone del bianco · e2 pedone del bianco | 1 |
|   | a | b | c | d | e | f | g | h |   |

Soluzione:
1.  Cd5!  (zugzwang)
1. ...Rxd5  2. Dxf5#

1. ...Txd5/  Ccd4/d8/e7/b8/a5  2.  Dg4#

1. ...Cxg3/g7/h4/e7/d4/e5  2. Cd2#

|   | a | b | c | d | e | f | g | h |   |
| 8 | f8 alfiere del nero · f7 alfiere del nero · g7 cavallo del bianco · c6 cavallo del bianco · f6 torre del nero · c5 alfiere del bianco · d5 pedone del nero · e5 pedone del bianco · f5 pedone del nero · g5 pedone del bianco · f4 re del nero · g4 pedone del nero · h4 donna del bianco · g3 pedone del nero · b2 cavallo del nero · g2 re del bianco · e1 torre del bianco | f8 alfiere del nero · f7 alfiere del nero · g7 cavallo del bianco · c6 cavallo del bianco · f6 torre del nero · c5 alfiere del bianco · d5 pedone del nero · e5 pedone del bianco · f5 pedone del nero · g5 pedone del bianco · f4 re del nero · g4 pedone del nero · h4 donna del bianco · g3 pedone del nero · b2 cavallo del nero · g2 re del bianco · e1 torre del bianco | f8 alfiere del nero · f7 alfiere del nero · g7 cavallo del bianco · c6 cavallo del bianco · f6 torre del nero · c5 alfiere del bianco · d5 pedone del nero · e5 pedone del bianco · f5 pedone del nero · g5 pedone del bianco · f4 re del nero · g4 pedone del nero · h4 donna del bianco · g3 pedone del nero · b2 cavallo del nero · g2 re del bianco · e1 torre del bianco | f8 alfiere del nero · f7 alfiere del nero · g7 cavallo del bianco · c6 cavallo del bianco · f6 torre del nero · c5 alfiere del bianco · d5 pedone del nero · e5 pedone del bianco · f5 pedone del nero · g5 pedone del bianco · f4 re del nero · g4 pedone del nero · h4 donna del bianco · g3 pedone del nero · b2 cavallo del nero · g2 re del bianco · e1 torre del bianco | f8 alfiere del nero · f7 alfiere del nero · g7 cavallo del bianco · c6 cavallo del bianco · f6 torre del nero · c5 alfiere del bianco · d5 pedone del nero · e5 pedone del bianco · f5 pedone del nero · g5 pedone del bianco · f4 re del nero · g4 pedone del nero · h4 donna del bianco · g3 pedone del nero · b2 cavallo del nero · g2 re del bianco · e1 torre del bianco | f8 alfiere del nero · f7 alfiere del nero · g7 cavallo del bianco · c6 cavallo del bianco · f6 torre del nero · c5 alfiere del bianco · d5 pedone del nero · e5 pedone del bianco · f5 pedone del nero · g5 pedone del bianco · f4 re del nero · g4 pedone del nero · h4 donna del bianco · g3 pedone del nero · b2 cavallo del nero · g2 re del bianco · e1 torre del bianco | f8 alfiere del nero · f7 alfiere del nero · g7 cavallo del bianco · c6 cavallo del bianco · f6 torre del nero · c5 alfiere del bianco · d5 pedone del nero · e5 pedone del bianco · f5 pedone del nero · g5 pedone del bianco · f4 re del nero · g4 pedone del nero · h4 donna del bianco · g3 pedone del nero · b2 cavallo del nero · g2 re del bianco · e1 torre del bianco | f8 alfiere del nero · f7 alfiere del nero · g7 cavallo del bianco · c6 cavallo del bianco · f6 torre del nero · c5 alfiere del bianco · d5 pedone del nero · e5 pedone del bianco · f5 pedone del nero · g5 pedone del bianco · f4 re del nero · g4 pedone del nero · h4 donna del bianco · g3 pedone del nero · b2 cavallo del nero · g2 re del bianco · e1 torre del bianco | 8 |
| 7 | f8 alfiere del nero · f7 alfiere del nero · g7 cavallo del bianco · c6 cavallo del bianco · f6 torre del nero · c5 alfiere del bianco · d5 pedone del nero · e5 pedone del bianco · f5 pedone del nero · g5 pedone del bianco · f4 re del nero · g4 pedone del nero · h4 donna del bianco · g3 pedone del nero · b2 cavallo del nero · g2 re del bianco · e1 torre del bianco | f8 alfiere del nero · f7 alfiere del nero · g7 cavallo del bianco · c6 cavallo del bianco · f6 torre del nero · c5 alfiere del bianco · d5 pedone del nero · e5 pedone del bianco · f5 pedone del nero · g5 pedone del bianco · f4 re del nero · g4 pedone del nero · h4 donna del bianco · g3 pedone del nero · b2 cavallo del nero · g2 re del bianco · e1 torre del bianco | f8 alfiere del nero · f7 alfiere del nero · g7 cavallo del bianco · c6 cavallo del bianco · f6 torre del nero · c5 alfiere del bianco · d5 pedone del nero · e5 pedone del bianco · f5 pedone del nero · g5 pedone del bianco · f4 re del nero · g4 pedone del nero · h4 donna del bianco · g3 pedone del nero · b2 cavallo del nero · g2 re del bianco · e1 torre del bianco | f8 alfiere del nero · f7 alfiere del nero · g7 cavallo del bianco · c6 cavallo del bianco · f6 torre del nero · c5 alfiere del bianco · d5 pedone del nero · e5 pedone del bianco · f5 pedone del nero · g5 pedone del bianco · f4 re del nero · g4 pedone del nero · h4 donna del bianco · g3 pedone del nero · b2 cavallo del nero · g2 re del bianco · e1 torre del bianco | f8 alfiere del nero · f7 alfiere del nero · g7 cavallo del bianco · c6 cavallo del bianco · f6 torre del nero · c5 alfiere del bianco · d5 pedone del nero · e5 pedone del bianco · f5 pedone del nero · g5 pedone del bianco · f4 re del nero · g4 pedone del nero · h4 donna del bianco · g3 pedone del nero · b2 cavallo del nero · g2 re del bianco · e1 torre del bianco | f8 alfiere del nero · f7 alfiere del nero · g7 cavallo del bianco · c6 cavallo del bianco · f6 torre del nero · c5 alfiere del bianco · d5 pedone del nero · e5 pedone del bianco · f5 pedone del nero · g5 pedone del bianco · f4 re del nero · g4 pedone del nero · h4 donna del bianco · g3 pedone del nero · b2 cavallo del nero · g2 re del bianco · e1 torre del bianco | f8 alfiere del nero · f7 alfiere del nero · g7 cavallo del bianco · c6 cavallo del bianco · f6 torre del nero · c5 alfiere del bianco · d5 pedone del nero · e5 pedone del bianco · f5 pedone del nero · g5 pedone del bianco · f4 re del nero · g4 pedone del nero · h4 donna del bianco · g3 pedone del nero · b2 cavallo del nero · g2 re del bianco · e1 torre del bianco | f8 alfiere del nero · f7 alfiere del nero · g7 cavallo del bianco · c6 cavallo del bianco · f6 torre del nero · c5 alfiere del bianco · d5 pedone del nero · e5 pedone del bianco · f5 pedone del nero · g5 pedone del bianco · f4 re del nero · g4 pedone del nero · h4 donna del bianco · g3 pedone del nero · b2 cavallo del nero · g2 re del bianco · e1 torre del bianco | 7 |
| 6 | f8 alfiere del nero · f7 alfiere del nero · g7 cavallo del bianco · c6 cavallo del bianco · f6 torre del nero · c5 alfiere del bianco · d5 pedone del nero · e5 pedone del bianco · f5 pedone del nero · g5 pedone del bianco · f4 re del nero · g4 pedone del nero · h4 donna del bianco · g3 pedone del nero · b2 cavallo del nero · g2 re del bianco · e1 torre del bianco | f8 alfiere del nero · f7 alfiere del nero · g7 cavallo del bianco · c6 cavallo del bianco · f6 torre del nero · c5 alfiere del bianco · d5 pedone del nero · e5 pedone del bianco · f5 pedone del nero · g5 pedone del bianco · f4 re del nero · g4 pedone del nero · h4 donna del bianco · g3 pedone del nero · b2 cavallo del nero · g2 re del bianco · e1 torre del bianco | f8 alfiere del nero · f7 alfiere del nero · g7 cavallo del bianco · c6 cavallo del bianco · f6 torre del nero · c5 alfiere del bianco · d5 pedone del nero · e5 pedone del bianco · f5 pedone del nero · g5 pedone del bianco · f4 re del nero · g4 pedone del nero · h4 donna del bianco · g3 pedone del nero · b2 cavallo del nero · g2 re del bianco · e1 torre del bianco | f8 alfiere del nero · f7 alfiere del nero · g7 cavallo del bianco · c6 cavallo del bianco · f6 torre del nero · c5 alfiere del bianco · d5 pedone del nero · e5 pedone del bianco · f5 pedone del nero · g5 pedone del bianco · f4 re del nero · g4 pedone del nero · h4 donna del bianco · g3 pedone del nero · b2 cavallo del nero · g2 re del bianco · e1 torre del bianco | f8 alfiere del nero · f7 alfiere del nero · g7 cavallo del bianco · c6 cavallo del bianco · f6 torre del nero · c5 alfiere del bianco · d5 pedone del nero · e5 pedone del bianco · f5 pedone del nero · g5 pedone del bianco · f4 re del nero · g4 pedone del nero · h4 donna del bianco · g3 pedone del nero · b2 cavallo del nero · g2 re del bianco · e1 torre del bianco | f8 alfiere del nero · f7 alfiere del nero · g7 cavallo del bianco · c6 cavallo del bianco · f6 torre del nero · c5 alfiere del bianco · d5 pedone del nero · e5 pedone del bianco · f5 pedone del nero · g5 pedone del bianco · f4 re del nero · g4 pedone del nero · h4 donna del bianco · g3 pedone del nero · b2 cavallo del nero · g2 re del bianco · e1 torre del bianco | f8 alfiere del nero · f7 alfiere del nero · g7 cavallo del bianco · c6 cavallo del bianco · f6 torre del nero · c5 alfiere del bianco · d5 pedone del nero · e5 pedone del bianco · f5 pedone del nero · g5 pedone del bianco · f4 re del nero · g4 pedone del nero · h4 donna del bianco · g3 pedone del nero · b2 cavallo del nero · g2 re del bianco · e1 torre del bianco | f8 alfiere del nero · f7 alfiere del nero · g7 cavallo del bianco · c6 cavallo del bianco · f6 torre del nero · c5 alfiere del bianco · d5 pedone del nero · e5 pedone del bianco · f5 pedone del nero · g5 pedone del bianco · f4 re del nero · g4 pedone del nero · h4 donna del bianco · g3 pedone del nero · b2 cavallo del nero · g2 re del bianco · e1 torre del bianco | 6 |
| 5 | f8 alfiere del nero · f7 alfiere del nero · g7 cavallo del bianco · c6 cavallo del bianco · f6 torre del nero · c5 alfiere del bianco · d5 pedone del nero · e5 pedone del bianco · f5 pedone del nero · g5 pedone del bianco · f4 re del nero · g4 pedone del nero · h4 donna del bianco · g3 pedone del nero · b2 cavallo del nero · g2 re del bianco · e1 torre del bianco | f8 alfiere del nero · f7 alfiere del nero · g7 cavallo del bianco · c6 cavallo del bianco · f6 torre del nero · c5 alfiere del bianco · d5 pedone del nero · e5 pedone del bianco · f5 pedone del nero · g5 pedone del bianco · f4 re del nero · g4 pedone del nero · h4 donna del bianco · g3 pedone del nero · b2 cavallo del nero · g2 re del bianco · e1 torre del bianco | f8 alfiere del nero · f7 alfiere del nero · g7 cavallo del bianco · c6 cavallo del bianco · f6 torre del nero · c5 alfiere del bianco · d5 pedone del nero · e5 pedone del bianco · f5 pedone del nero · g5 pedone del bianco · f4 re del nero · g4 pedone del nero · h4 donna del bianco · g3 pedone del nero · b2 cavallo del nero · g2 re del bianco · e1 torre del bianco | f8 alfiere del nero · f7 alfiere del nero · g7 cavallo del bianco · c6 cavallo del bianco · f6 torre del nero · c5 alfiere del bianco · d5 pedone del nero · e5 pedone del bianco · f5 pedone del nero · g5 pedone del bianco · f4 re del nero · g4 pedone del nero · h4 donna del bianco · g3 pedone del nero · b2 cavallo del nero · g2 re del bianco · e1 torre del bianco | f8 alfiere del nero · f7 alfiere del nero · g7 cavallo del bianco · c6 cavallo del bianco · f6 torre del nero · c5 alfiere del bianco · d5 pedone del nero · e5 pedone del bianco · f5 pedone del nero · g5 pedone del bianco · f4 re del nero · g4 pedone del nero · h4 donna del bianco · g3 pedone del nero · b2 cavallo del nero · g2 re del bianco · e1 torre del bianco | f8 alfiere del nero · f7 alfiere del nero · g7 cavallo del bianco · c6 cavallo del bianco · f6 torre del nero · c5 alfiere del bianco · d5 pedone del nero · e5 pedone del bianco · f5 pedone del nero · g5 pedone del bianco · f4 re del nero · g4 pedone del nero · h4 donna del bianco · g3 pedone del nero · b2 cavallo del nero · g2 re del bianco · e1 torre del bianco | f8 alfiere del nero · f7 alfiere del nero · g7 cavallo del bianco · c6 cavallo del bianco · f6 torre del nero · c5 alfiere del bianco · d5 pedone del nero · e5 pedone del bianco · f5 pedone del nero · g5 pedone del bianco · f4 re del nero · g4 pedone del nero · h4 donna del bianco · g3 pedone del nero · b2 cavallo del nero · g2 re del bianco · e1 torre del bianco | f8 alfiere del nero · f7 alfiere del nero · g7 cavallo del bianco · c6 cavallo del bianco · f6 torre del nero · c5 alfiere del bianco · d5 pedone del nero · e5 pedone del bianco · f5 pedone del nero · g5 pedone del bianco · f4 re del nero · g4 pedone del nero · h4 donna del bianco · g3 pedone del nero · b2 cavallo del nero · g2 re del bianco · e1 torre del bianco | 5 |
| 4 | f8 alfiere del nero · f7 alfiere del nero · g7 cavallo del bianco · c6 cavallo del bianco · f6 torre del nero · c5 alfiere del bianco · d5 pedone del nero · e5 pedone del bianco · f5 pedone del nero · g5 pedone del bianco · f4 re del nero · g4 pedone del nero · h4 donna del bianco · g3 pedone del nero · b2 cavallo del nero · g2 re del bianco · e1 torre del bianco | f8 alfiere del nero · f7 alfiere del nero · g7 cavallo del bianco · c6 cavallo del bianco · f6 torre del nero · c5 alfiere del bianco · d5 pedone del nero · e5 pedone del bianco · f5 pedone del nero · g5 pedone del bianco · f4 re del nero · g4 pedone del nero · h4 donna del bianco · g3 pedone del nero · b2 cavallo del nero · g2 re del bianco · e1 torre del bianco | f8 alfiere del nero · f7 alfiere del nero · g7 cavallo del bianco · c6 cavallo del bianco · f6 torre del nero · c5 alfiere del bianco · d5 pedone del nero · e5 pedone del bianco · f5 pedone del nero · g5 pedone del bianco · f4 re del nero · g4 pedone del nero · h4 donna del bianco · g3 pedone del nero · b2 cavallo del nero · g2 re del bianco · e1 torre del bianco | f8 alfiere del nero · f7 alfiere del nero · g7 cavallo del bianco · c6 cavallo del bianco · f6 torre del nero · c5 alfiere del bianco · d5 pedone del nero · e5 pedone del bianco · f5 pedone del nero · g5 pedone del bianco · f4 re del nero · g4 pedone del nero · h4 donna del bianco · g3 pedone del nero · b2 cavallo del nero · g2 re del bianco · e1 torre del bianco | f8 alfiere del nero · f7 alfiere del nero · g7 cavallo del bianco · c6 cavallo del bianco · f6 torre del nero · c5 alfiere del bianco · d5 pedone del nero · e5 pedone del bianco · f5 pedone del nero · g5 pedone del bianco · f4 re del nero · g4 pedone del nero · h4 donna del bianco · g3 pedone del nero · b2 cavallo del nero · g2 re del bianco · e1 torre del bianco | f8 alfiere del nero · f7 alfiere del nero · g7 cavallo del bianco · c6 cavallo del bianco · f6 torre del nero · c5 alfiere del bianco · d5 pedone del nero · e5 pedone del bianco · f5 pedone del nero · g5 pedone del bianco · f4 re del nero · g4 pedone del nero · h4 donna del bianco · g3 pedone del nero · b2 cavallo del nero · g2 re del bianco · e1 torre del bianco | f8 alfiere del nero · f7 alfiere del nero · g7 cavallo del bianco · c6 cavallo del bianco · f6 torre del nero · c5 alfiere del bianco · d5 pedone del nero · e5 pedone del bianco · f5 pedone del nero · g5 pedone del bianco · f4 re del nero · g4 pedone del nero · h4 donna del bianco · g3 pedone del nero · b2 cavallo del nero · g2 re del bianco · e1 torre del bianco | f8 alfiere del nero · f7 alfiere del nero · g7 cavallo del bianco · c6 cavallo del bianco · f6 torre del nero · c5 alfiere del bianco · d5 pedone del nero · e5 pedone del bianco · f5 pedone del nero · g5 pedone del bianco · f4 re del nero · g4 pedone del nero · h4 donna del bianco · g3 pedone del nero · b2 cavallo del nero · g2 re del bianco · e1 torre del bianco | 4 |
| 3 | f8 alfiere del nero · f7 alfiere del nero · g7 cavallo del bianco · c6 cavallo del bianco · f6 torre del nero · c5 alfiere del bianco · d5 pedone del nero · e5 pedone del bianco · f5 pedone del nero · g5 pedone del bianco · f4 re del nero · g4 pedone del nero · h4 donna del bianco · g3 pedone del nero · b2 cavallo del nero · g2 re del bianco · e1 torre del bianco | f8 alfiere del nero · f7 alfiere del nero · g7 cavallo del bianco · c6 cavallo del bianco · f6 torre del nero · c5 alfiere del bianco · d5 pedone del nero · e5 pedone del bianco · f5 pedone del nero · g5 pedone del bianco · f4 re del nero · g4 pedone del nero · h4 donna del bianco · g3 pedone del nero · b2 cavallo del nero · g2 re del bianco · e1 torre del bianco | f8 alfiere del nero · f7 alfiere del nero · g7 cavallo del bianco · c6 cavallo del bianco · f6 torre del nero · c5 alfiere del bianco · d5 pedone del nero · e5 pedone del bianco · f5 pedone del nero · g5 pedone del bianco · f4 re del nero · g4 pedone del nero · h4 donna del bianco · g3 pedone del nero · b2 cavallo del nero · g2 re del bianco · e1 torre del bianco | f8 alfiere del nero · f7 alfiere del nero · g7 cavallo del bianco · c6 cavallo del bianco · f6 torre del nero · c5 alfiere del bianco · d5 pedone del nero · e5 pedone del bianco · f5 pedone del nero · g5 pedone del bianco · f4 re del nero · g4 pedone del nero · h4 donna del bianco · g3 pedone del nero · b2 cavallo del nero · g2 re del bianco · e1 torre del bianco | f8 alfiere del nero · f7 alfiere del nero · g7 cavallo del bianco · c6 cavallo del bianco · f6 torre del nero · c5 alfiere del bianco · d5 pedone del nero · e5 pedone del bianco · f5 pedone del nero · g5 pedone del bianco · f4 re del nero · g4 pedone del nero · h4 donna del bianco · g3 pedone del nero · b2 cavallo del nero · g2 re del bianco · e1 torre del bianco | f8 alfiere del nero · f7 alfiere del nero · g7 cavallo del bianco · c6 cavallo del bianco · f6 torre del nero · c5 alfiere del bianco · d5 pedone del nero · e5 pedone del bianco · f5 pedone del nero · g5 pedone del bianco · f4 re del nero · g4 pedone del nero · h4 donna del bianco · g3 pedone del nero · b2 cavallo del nero · g2 re del bianco · e1 torre del bianco | f8 alfiere del nero · f7 alfiere del nero · g7 cavallo del bianco · c6 cavallo del bianco · f6 torre del nero · c5 alfiere del bianco · d5 pedone del nero · e5 pedone del bianco · f5 pedone del nero · g5 pedone del bianco · f4 re del nero · g4 pedone del nero · h4 donna del bianco · g3 pedone del nero · b2 cavallo del nero · g2 re del bianco · e1 torre del bianco | f8 alfiere del nero · f7 alfiere del nero · g7 cavallo del bianco · c6 cavallo del bianco · f6 torre del nero · c5 alfiere del bianco · d5 pedone del nero · e5 pedone del bianco · f5 pedone del nero · g5 pedone del bianco · f4 re del nero · g4 pedone del nero · h4 donna del bianco · g3 pedone del nero · b2 cavallo del nero · g2 re del bianco · e1 torre del bianco | 3 |
| 2 | f8 alfiere del nero · f7 alfiere del nero · g7 cavallo del bianco · c6 cavallo del bianco · f6 torre del nero · c5 alfiere del bianco · d5 pedone del nero · e5 pedone del bianco · f5 pedone del nero · g5 pedone del bianco · f4 re del nero · g4 pedone del nero · h4 donna del bianco · g3 pedone del nero · b2 cavallo del nero · g2 re del bianco · e1 torre del bianco | f8 alfiere del nero · f7 alfiere del nero · g7 cavallo del bianco · c6 cavallo del bianco · f6 torre del nero · c5 alfiere del bianco · d5 pedone del nero · e5 pedone del bianco · f5 pedone del nero · g5 pedone del bianco · f4 re del nero · g4 pedone del nero · h4 donna del bianco · g3 pedone del nero · b2 cavallo del nero · g2 re del bianco · e1 torre del bianco | f8 alfiere del nero · f7 alfiere del nero · g7 cavallo del bianco · c6 cavallo del bianco · f6 torre del nero · c5 alfiere del bianco · d5 pedone del nero · e5 pedone del bianco · f5 pedone del nero · g5 pedone del bianco · f4 re del nero · g4 pedone del nero · h4 donna del bianco · g3 pedone del nero · b2 cavallo del nero · g2 re del bianco · e1 torre del bianco | f8 alfiere del nero · f7 alfiere del nero · g7 cavallo del bianco · c6 cavallo del bianco · f6 torre del nero · c5 alfiere del bianco · d5 pedone del nero · e5 pedone del bianco · f5 pedone del nero · g5 pedone del bianco · f4 re del nero · g4 pedone del nero · h4 donna del bianco · g3 pedone del nero · b2 cavallo del nero · g2 re del bianco · e1 torre del bianco | f8 alfiere del nero · f7 alfiere del nero · g7 cavallo del bianco · c6 cavallo del bianco · f6 torre del nero · c5 alfiere del bianco · d5 pedone del nero · e5 pedone del bianco · f5 pedone del nero · g5 pedone del bianco · f4 re del nero · g4 pedone del nero · h4 donna del bianco · g3 pedone del nero · b2 cavallo del nero · g2 re del bianco · e1 torre del bianco | f8 alfiere del nero · f7 alfiere del nero · g7 cavallo del bianco · c6 cavallo del bianco · f6 torre del nero · c5 alfiere del bianco · d5 pedone del nero · e5 pedone del bianco · f5 pedone del nero · g5 pedone del bianco · f4 re del nero · g4 pedone del nero · h4 donna del bianco · g3 pedone del nero · b2 cavallo del nero · g2 re del bianco · e1 torre del bianco | f8 alfiere del nero · f7 alfiere del nero · g7 cavallo del bianco · c6 cavallo del bianco · f6 torre del nero · c5 alfiere del bianco · d5 pedone del nero · e5 pedone del bianco · f5 pedone del nero · g5 pedone del bianco · f4 re del nero · g4 pedone del nero · h4 donna del bianco · g3 pedone del nero · b2 cavallo del nero · g2 re del bianco · e1 torre del bianco | f8 alfiere del nero · f7 alfiere del nero · g7 cavallo del bianco · c6 cavallo del bianco · f6 torre del nero · c5 alfiere del bianco · d5 pedone del nero · e5 pedone del bianco · f5 pedone del nero · g5 pedone del bianco · f4 re del nero · g4 pedone del nero · h4 donna del bianco · g3 pedone del nero · b2 cavallo del nero · g2 re del bianco · e1 torre del bianco | 2 |
| 1 | f8 alfiere del nero · f7 alfiere del nero · g7 cavallo del bianco · c6 cavallo del bianco · f6 torre del nero · c5 alfiere del bianco · d5 pedone del nero · e5 pedone del bianco · f5 pedone del nero · g5 pedone del bianco · f4 re del nero · g4 pedone del nero · h4 donna del bianco · g3 pedone del nero · b2 cavallo del nero · g2 re del bianco · e1 torre del bianco | f8 alfiere del nero · f7 alfiere del nero · g7 cavallo del bianco · c6 cavallo del bianco · f6 torre del nero · c5 alfiere del bianco · d5 pedone del nero · e5 pedone del bianco · f5 pedone del nero · g5 pedone del bianco · f4 re del nero · g4 pedone del nero · h4 donna del bianco · g3 pedone del nero · b2 cavallo del nero · g2 re del bianco · e1 torre del bianco | f8 alfiere del nero · f7 alfiere del nero · g7 cavallo del bianco · c6 cavallo del bianco · f6 torre del nero · c5 alfiere del bianco · d5 pedone del nero · e5 pedone del bianco · f5 pedone del nero · g5 pedone del bianco · f4 re del nero · g4 pedone del nero · h4 donna del bianco · g3 pedone del nero · b2 cavallo del nero · g2 re del bianco · e1 torre del bianco | f8 alfiere del nero · f7 alfiere del nero · g7 cavallo del bianco · c6 cavallo del bianco · f6 torre del nero · c5 alfiere del bianco · d5 pedone del nero · e5 pedone del bianco · f5 pedone del nero · g5 pedone del bianco · f4 re del nero · g4 pedone del nero · h4 donna del bianco · g3 pedone del nero · b2 cavallo del nero · g2 re del bianco · e1 torre del bianco | f8 alfiere del nero · f7 alfiere del nero · g7 cavallo del bianco · c6 cavallo del bianco · f6 torre del nero · c5 alfiere del bianco · d5 pedone del nero · e5 pedone del bianco · f5 pedone del nero · g5 pedone del bianco · f4 re del nero · g4 pedone del nero · h4 donna del bianco · g3 pedone del nero · b2 cavallo del nero · g2 re del bianco · e1 torre del bianco | f8 alfiere del nero · f7 alfiere del nero · g7 cavallo del bianco · c6 cavallo del bianco · f6 torre del nero · c5 alfiere del bianco · d5 pedone del nero · e5 pedone del bianco · f5 pedone del nero · g5 pedone del bianco · f4 re del nero · g4 pedone del nero · h4 donna del bianco · g3 pedone del nero · b2 cavallo del nero · g2 re del bianco · e1 torre del bianco | f8 alfiere del nero · f7 alfiere del nero · g7 cavallo del bianco · c6 cavallo del bianco · f6 torre del nero · c5 alfiere del bianco · d5 pedone del nero · e5 pedone del bianco · f5 pedone del nero · g5 pedone del bianco · f4 re del nero · g4 pedone del nero · h4 donna del bianco · g3 pedone del nero · b2 cavallo del nero · g2 re del bianco · e1 torre del bianco | f8 alfiere del nero · f7 alfiere del nero · g7 cavallo del bianco · c6 cavallo del bianco · f6 torre del nero · c5 alfiere del bianco · d5 pedone del nero · e5 pedone del bianco · f5 pedone del nero · g5 pedone del bianco · f4 re del nero · g4 pedone del nero · h4 donna del bianco · g3 pedone del nero · b2 cavallo del nero · g2 re del bianco · e1 torre del bianco | 1 |
|   | a | b | c | d | e | f | g | h |   |

Soluzione:
1.  Ce7!  (min. 2.Ch5+ Axh5   3.Cxd5#)

1. ...Td6   2. Ce6+ Txe6   3. Cxd5#

1. ...Th6   2. Cg6+ Txg6   3. Ch5#

1. ...Axe7   2. g6!  Axg6   3. Dh6#

|   | a | b | c | d | e | f | g | h |   |
| 8 | h8 alfiere del nero · d7 pedone del nero · b6 pedone del nero · d6 torre del bianco · f6 pedone del nero · c5 pedone del nero · h5 torre del bianco · b4 torre del nero · c4 pedone del nero · e4 re del nero · g4 pedone del bianco · h4 cavallo del bianco · b3 pedone del bianco · d3 cavallo del bianco · e3 pedone del bianco · g3 donna del bianco · h3 pedone del nero · f2 pedone del bianco · g2 cavallo del nero · d1 alfiere del nero · e1 cavallo del nero · h1 re del bianco | h8 alfiere del nero · d7 pedone del nero · b6 pedone del nero · d6 torre del bianco · f6 pedone del nero · c5 pedone del nero · h5 torre del bianco · b4 torre del nero · c4 pedone del nero · e4 re del nero · g4 pedone del bianco · h4 cavallo del bianco · b3 pedone del bianco · d3 cavallo del bianco · e3 pedone del bianco · g3 donna del bianco · h3 pedone del nero · f2 pedone del bianco · g2 cavallo del nero · d1 alfiere del nero · e1 cavallo del nero · h1 re del bianco | h8 alfiere del nero · d7 pedone del nero · b6 pedone del nero · d6 torre del bianco · f6 pedone del nero · c5 pedone del nero · h5 torre del bianco · b4 torre del nero · c4 pedone del nero · e4 re del nero · g4 pedone del bianco · h4 cavallo del bianco · b3 pedone del bianco · d3 cavallo del bianco · e3 pedone del bianco · g3 donna del bianco · h3 pedone del nero · f2 pedone del bianco · g2 cavallo del nero · d1 alfiere del nero · e1 cavallo del nero · h1 re del bianco | h8 alfiere del nero · d7 pedone del nero · b6 pedone del nero · d6 torre del bianco · f6 pedone del nero · c5 pedone del nero · h5 torre del bianco · b4 torre del nero · c4 pedone del nero · e4 re del nero · g4 pedone del bianco · h4 cavallo del bianco · b3 pedone del bianco · d3 cavallo del bianco · e3 pedone del bianco · g3 donna del bianco · h3 pedone del nero · f2 pedone del bianco · g2 cavallo del nero · d1 alfiere del nero · e1 cavallo del nero · h1 re del bianco | h8 alfiere del nero · d7 pedone del nero · b6 pedone del nero · d6 torre del bianco · f6 pedone del nero · c5 pedone del nero · h5 torre del bianco · b4 torre del nero · c4 pedone del nero · e4 re del nero · g4 pedone del bianco · h4 cavallo del bianco · b3 pedone del bianco · d3 cavallo del bianco · e3 pedone del bianco · g3 donna del bianco · h3 pedone del nero · f2 pedone del bianco · g2 cavallo del nero · d1 alfiere del nero · e1 cavallo del nero · h1 re del bianco | h8 alfiere del nero · d7 pedone del nero · b6 pedone del nero · d6 torre del bianco · f6 pedone del nero · c5 pedone del nero · h5 torre del bianco · b4 torre del nero · c4 pedone del nero · e4 re del nero · g4 pedone del bianco · h4 cavallo del bianco · b3 pedone del bianco · d3 cavallo del bianco · e3 pedone del bianco · g3 donna del bianco · h3 pedone del nero · f2 pedone del bianco · g2 cavallo del nero · d1 alfiere del nero · e1 cavallo del nero · h1 re del bianco | h8 alfiere del nero · d7 pedone del nero · b6 pedone del nero · d6 torre del bianco · f6 pedone del nero · c5 pedone del nero · h5 torre del bianco · b4 torre del nero · c4 pedone del nero · e4 re del nero · g4 pedone del bianco · h4 cavallo del bianco · b3 pedone del bianco · d3 cavallo del bianco · e3 pedone del bianco · g3 donna del bianco · h3 pedone del nero · f2 pedone del bianco · g2 cavallo del nero · d1 alfiere del nero · e1 cavallo del nero · h1 re del bianco | h8 alfiere del nero · d7 pedone del nero · b6 pedone del nero · d6 torre del bianco · f6 pedone del nero · c5 pedone del nero · h5 torre del bianco · b4 torre del nero · c4 pedone del nero · e4 re del nero · g4 pedone del bianco · h4 cavallo del bianco · b3 pedone del bianco · d3 cavallo del bianco · e3 pedone del bianco · g3 donna del bianco · h3 pedone del nero · f2 pedone del bianco · g2 cavallo del nero · d1 alfiere del nero · e1 cavallo del nero · h1 re del bianco | 8 |
| 7 | h8 alfiere del nero · d7 pedone del nero · b6 pedone del nero · d6 torre del bianco · f6 pedone del nero · c5 pedone del nero · h5 torre del bianco · b4 torre del nero · c4 pedone del nero · e4 re del nero · g4 pedone del bianco · h4 cavallo del bianco · b3 pedone del bianco · d3 cavallo del bianco · e3 pedone del bianco · g3 donna del bianco · h3 pedone del nero · f2 pedone del bianco · g2 cavallo del nero · d1 alfiere del nero · e1 cavallo del nero · h1 re del bianco | h8 alfiere del nero · d7 pedone del nero · b6 pedone del nero · d6 torre del bianco · f6 pedone del nero · c5 pedone del nero · h5 torre del bianco · b4 torre del nero · c4 pedone del nero · e4 re del nero · g4 pedone del bianco · h4 cavallo del bianco · b3 pedone del bianco · d3 cavallo del bianco · e3 pedone del bianco · g3 donna del bianco · h3 pedone del nero · f2 pedone del bianco · g2 cavallo del nero · d1 alfiere del nero · e1 cavallo del nero · h1 re del bianco | h8 alfiere del nero · d7 pedone del nero · b6 pedone del nero · d6 torre del bianco · f6 pedone del nero · c5 pedone del nero · h5 torre del bianco · b4 torre del nero · c4 pedone del nero · e4 re del nero · g4 pedone del bianco · h4 cavallo del bianco · b3 pedone del bianco · d3 cavallo del bianco · e3 pedone del bianco · g3 donna del bianco · h3 pedone del nero · f2 pedone del bianco · g2 cavallo del nero · d1 alfiere del nero · e1 cavallo del nero · h1 re del bianco | h8 alfiere del nero · d7 pedone del nero · b6 pedone del nero · d6 torre del bianco · f6 pedone del nero · c5 pedone del nero · h5 torre del bianco · b4 torre del nero · c4 pedone del nero · e4 re del nero · g4 pedone del bianco · h4 cavallo del bianco · b3 pedone del bianco · d3 cavallo del bianco · e3 pedone del bianco · g3 donna del bianco · h3 pedone del nero · f2 pedone del bianco · g2 cavallo del nero · d1 alfiere del nero · e1 cavallo del nero · h1 re del bianco | h8 alfiere del nero · d7 pedone del nero · b6 pedone del nero · d6 torre del bianco · f6 pedone del nero · c5 pedone del nero · h5 torre del bianco · b4 torre del nero · c4 pedone del nero · e4 re del nero · g4 pedone del bianco · h4 cavallo del bianco · b3 pedone del bianco · d3 cavallo del bianco · e3 pedone del bianco · g3 donna del bianco · h3 pedone del nero · f2 pedone del bianco · g2 cavallo del nero · d1 alfiere del nero · e1 cavallo del nero · h1 re del bianco | h8 alfiere del nero · d7 pedone del nero · b6 pedone del nero · d6 torre del bianco · f6 pedone del nero · c5 pedone del nero · h5 torre del bianco · b4 torre del nero · c4 pedone del nero · e4 re del nero · g4 pedone del bianco · h4 cavallo del bianco · b3 pedone del bianco · d3 cavallo del bianco · e3 pedone del bianco · g3 donna del bianco · h3 pedone del nero · f2 pedone del bianco · g2 cavallo del nero · d1 alfiere del nero · e1 cavallo del nero · h1 re del bianco | h8 alfiere del nero · d7 pedone del nero · b6 pedone del nero · d6 torre del bianco · f6 pedone del nero · c5 pedone del nero · h5 torre del bianco · b4 torre del nero · c4 pedone del nero · e4 re del nero · g4 pedone del bianco · h4 cavallo del bianco · b3 pedone del bianco · d3 cavallo del bianco · e3 pedone del bianco · g3 donna del bianco · h3 pedone del nero · f2 pedone del bianco · g2 cavallo del nero · d1 alfiere del nero · e1 cavallo del nero · h1 re del bianco | h8 alfiere del nero · d7 pedone del nero · b6 pedone del nero · d6 torre del bianco · f6 pedone del nero · c5 pedone del nero · h5 torre del bianco · b4 torre del nero · c4 pedone del nero · e4 re del nero · g4 pedone del bianco · h4 cavallo del bianco · b3 pedone del bianco · d3 cavallo del bianco · e3 pedone del bianco · g3 donna del bianco · h3 pedone del nero · f2 pedone del bianco · g2 cavallo del nero · d1 alfiere del nero · e1 cavallo del nero · h1 re del bianco | 7 |
| 6 | h8 alfiere del nero · d7 pedone del nero · b6 pedone del nero · d6 torre del bianco · f6 pedone del nero · c5 pedone del nero · h5 torre del bianco · b4 torre del nero · c4 pedone del nero · e4 re del nero · g4 pedone del bianco · h4 cavallo del bianco · b3 pedone del bianco · d3 cavallo del bianco · e3 pedone del bianco · g3 donna del bianco · h3 pedone del nero · f2 pedone del bianco · g2 cavallo del nero · d1 alfiere del nero · e1 cavallo del nero · h1 re del bianco | h8 alfiere del nero · d7 pedone del nero · b6 pedone del nero · d6 torre del bianco · f6 pedone del nero · c5 pedone del nero · h5 torre del bianco · b4 torre del nero · c4 pedone del nero · e4 re del nero · g4 pedone del bianco · h4 cavallo del bianco · b3 pedone del bianco · d3 cavallo del bianco · e3 pedone del bianco · g3 donna del bianco · h3 pedone del nero · f2 pedone del bianco · g2 cavallo del nero · d1 alfiere del nero · e1 cavallo del nero · h1 re del bianco | h8 alfiere del nero · d7 pedone del nero · b6 pedone del nero · d6 torre del bianco · f6 pedone del nero · c5 pedone del nero · h5 torre del bianco · b4 torre del nero · c4 pedone del nero · e4 re del nero · g4 pedone del bianco · h4 cavallo del bianco · b3 pedone del bianco · d3 cavallo del bianco · e3 pedone del bianco · g3 donna del bianco · h3 pedone del nero · f2 pedone del bianco · g2 cavallo del nero · d1 alfiere del nero · e1 cavallo del nero · h1 re del bianco | h8 alfiere del nero · d7 pedone del nero · b6 pedone del nero · d6 torre del bianco · f6 pedone del nero · c5 pedone del nero · h5 torre del bianco · b4 torre del nero · c4 pedone del nero · e4 re del nero · g4 pedone del bianco · h4 cavallo del bianco · b3 pedone del bianco · d3 cavallo del bianco · e3 pedone del bianco · g3 donna del bianco · h3 pedone del nero · f2 pedone del bianco · g2 cavallo del nero · d1 alfiere del nero · e1 cavallo del nero · h1 re del bianco | h8 alfiere del nero · d7 pedone del nero · b6 pedone del nero · d6 torre del bianco · f6 pedone del nero · c5 pedone del nero · h5 torre del bianco · b4 torre del nero · c4 pedone del nero · e4 re del nero · g4 pedone del bianco · h4 cavallo del bianco · b3 pedone del bianco · d3 cavallo del bianco · e3 pedone del bianco · g3 donna del bianco · h3 pedone del nero · f2 pedone del bianco · g2 cavallo del nero · d1 alfiere del nero · e1 cavallo del nero · h1 re del bianco | h8 alfiere del nero · d7 pedone del nero · b6 pedone del nero · d6 torre del bianco · f6 pedone del nero · c5 pedone del nero · h5 torre del bianco · b4 torre del nero · c4 pedone del nero · e4 re del nero · g4 pedone del bianco · h4 cavallo del bianco · b3 pedone del bianco · d3 cavallo del bianco · e3 pedone del bianco · g3 donna del bianco · h3 pedone del nero · f2 pedone del bianco · g2 cavallo del nero · d1 alfiere del nero · e1 cavallo del nero · h1 re del bianco | h8 alfiere del nero · d7 pedone del nero · b6 pedone del nero · d6 torre del bianco · f6 pedone del nero · c5 pedone del nero · h5 torre del bianco · b4 torre del nero · c4 pedone del nero · e4 re del nero · g4 pedone del bianco · h4 cavallo del bianco · b3 pedone del bianco · d3 cavallo del bianco · e3 pedone del bianco · g3 donna del bianco · h3 pedone del nero · f2 pedone del bianco · g2 cavallo del nero · d1 alfiere del nero · e1 cavallo del nero · h1 re del bianco | h8 alfiere del nero · d7 pedone del nero · b6 pedone del nero · d6 torre del bianco · f6 pedone del nero · c5 pedone del nero · h5 torre del bianco · b4 torre del nero · c4 pedone del nero · e4 re del nero · g4 pedone del bianco · h4 cavallo del bianco · b3 pedone del bianco · d3 cavallo del bianco · e3 pedone del bianco · g3 donna del bianco · h3 pedone del nero · f2 pedone del bianco · g2 cavallo del nero · d1 alfiere del nero · e1 cavallo del nero · h1 re del bianco | 6 |
| 5 | h8 alfiere del nero · d7 pedone del nero · b6 pedone del nero · d6 torre del bianco · f6 pedone del nero · c5 pedone del nero · h5 torre del bianco · b4 torre del nero · c4 pedone del nero · e4 re del nero · g4 pedone del bianco · h4 cavallo del bianco · b3 pedone del bianco · d3 cavallo del bianco · e3 pedone del bianco · g3 donna del bianco · h3 pedone del nero · f2 pedone del bianco · g2 cavallo del nero · d1 alfiere del nero · e1 cavallo del nero · h1 re del bianco | h8 alfiere del nero · d7 pedone del nero · b6 pedone del nero · d6 torre del bianco · f6 pedone del nero · c5 pedone del nero · h5 torre del bianco · b4 torre del nero · c4 pedone del nero · e4 re del nero · g4 pedone del bianco · h4 cavallo del bianco · b3 pedone del bianco · d3 cavallo del bianco · e3 pedone del bianco · g3 donna del bianco · h3 pedone del nero · f2 pedone del bianco · g2 cavallo del nero · d1 alfiere del nero · e1 cavallo del nero · h1 re del bianco | h8 alfiere del nero · d7 pedone del nero · b6 pedone del nero · d6 torre del bianco · f6 pedone del nero · c5 pedone del nero · h5 torre del bianco · b4 torre del nero · c4 pedone del nero · e4 re del nero · g4 pedone del bianco · h4 cavallo del bianco · b3 pedone del bianco · d3 cavallo del bianco · e3 pedone del bianco · g3 donna del bianco · h3 pedone del nero · f2 pedone del bianco · g2 cavallo del nero · d1 alfiere del nero · e1 cavallo del nero · h1 re del bianco | h8 alfiere del nero · d7 pedone del nero · b6 pedone del nero · d6 torre del bianco · f6 pedone del nero · c5 pedone del nero · h5 torre del bianco · b4 torre del nero · c4 pedone del nero · e4 re del nero · g4 pedone del bianco · h4 cavallo del bianco · b3 pedone del bianco · d3 cavallo del bianco · e3 pedone del bianco · g3 donna del bianco · h3 pedone del nero · f2 pedone del bianco · g2 cavallo del nero · d1 alfiere del nero · e1 cavallo del nero · h1 re del bianco | h8 alfiere del nero · d7 pedone del nero · b6 pedone del nero · d6 torre del bianco · f6 pedone del nero · c5 pedone del nero · h5 torre del bianco · b4 torre del nero · c4 pedone del nero · e4 re del nero · g4 pedone del bianco · h4 cavallo del bianco · b3 pedone del bianco · d3 cavallo del bianco · e3 pedone del bianco · g3 donna del bianco · h3 pedone del nero · f2 pedone del bianco · g2 cavallo del nero · d1 alfiere del nero · e1 cavallo del nero · h1 re del bianco | h8 alfiere del nero · d7 pedone del nero · b6 pedone del nero · d6 torre del bianco · f6 pedone del nero · c5 pedone del nero · h5 torre del bianco · b4 torre del nero · c4 pedone del nero · e4 re del nero · g4 pedone del bianco · h4 cavallo del bianco · b3 pedone del bianco · d3 cavallo del bianco · e3 pedone del bianco · g3 donna del bianco · h3 pedone del nero · f2 pedone del bianco · g2 cavallo del nero · d1 alfiere del nero · e1 cavallo del nero · h1 re del bianco | h8 alfiere del nero · d7 pedone del nero · b6 pedone del nero · d6 torre del bianco · f6 pedone del nero · c5 pedone del nero · h5 torre del bianco · b4 torre del nero · c4 pedone del nero · e4 re del nero · g4 pedone del bianco · h4 cavallo del bianco · b3 pedone del bianco · d3 cavallo del bianco · e3 pedone del bianco · g3 donna del bianco · h3 pedone del nero · f2 pedone del bianco · g2 cavallo del nero · d1 alfiere del nero · e1 cavallo del nero · h1 re del bianco | h8 alfiere del nero · d7 pedone del nero · b6 pedone del nero · d6 torre del bianco · f6 pedone del nero · c5 pedone del nero · h5 torre del bianco · b4 torre del nero · c4 pedone del nero · e4 re del nero · g4 pedone del bianco · h4 cavallo del bianco · b3 pedone del bianco · d3 cavallo del bianco · e3 pedone del bianco · g3 donna del bianco · h3 pedone del nero · f2 pedone del bianco · g2 cavallo del nero · d1 alfiere del nero · e1 cavallo del nero · h1 re del bianco | 5 |
| 4 | h8 alfiere del nero · d7 pedone del nero · b6 pedone del nero · d6 torre del bianco · f6 pedone del nero · c5 pedone del nero · h5 torre del bianco · b4 torre del nero · c4 pedone del nero · e4 re del nero · g4 pedone del bianco · h4 cavallo del bianco · b3 pedone del bianco · d3 cavallo del bianco · e3 pedone del bianco · g3 donna del bianco · h3 pedone del nero · f2 pedone del bianco · g2 cavallo del nero · d1 alfiere del nero · e1 cavallo del nero · h1 re del bianco | h8 alfiere del nero · d7 pedone del nero · b6 pedone del nero · d6 torre del bianco · f6 pedone del nero · c5 pedone del nero · h5 torre del bianco · b4 torre del nero · c4 pedone del nero · e4 re del nero · g4 pedone del bianco · h4 cavallo del bianco · b3 pedone del bianco · d3 cavallo del bianco · e3 pedone del bianco · g3 donna del bianco · h3 pedone del nero · f2 pedone del bianco · g2 cavallo del nero · d1 alfiere del nero · e1 cavallo del nero · h1 re del bianco | h8 alfiere del nero · d7 pedone del nero · b6 pedone del nero · d6 torre del bianco · f6 pedone del nero · c5 pedone del nero · h5 torre del bianco · b4 torre del nero · c4 pedone del nero · e4 re del nero · g4 pedone del bianco · h4 cavallo del bianco · b3 pedone del bianco · d3 cavallo del bianco · e3 pedone del bianco · g3 donna del bianco · h3 pedone del nero · f2 pedone del bianco · g2 cavallo del nero · d1 alfiere del nero · e1 cavallo del nero · h1 re del bianco | h8 alfiere del nero · d7 pedone del nero · b6 pedone del nero · d6 torre del bianco · f6 pedone del nero · c5 pedone del nero · h5 torre del bianco · b4 torre del nero · c4 pedone del nero · e4 re del nero · g4 pedone del bianco · h4 cavallo del bianco · b3 pedone del bianco · d3 cavallo del bianco · e3 pedone del bianco · g3 donna del bianco · h3 pedone del nero · f2 pedone del bianco · g2 cavallo del nero · d1 alfiere del nero · e1 cavallo del nero · h1 re del bianco | h8 alfiere del nero · d7 pedone del nero · b6 pedone del nero · d6 torre del bianco · f6 pedone del nero · c5 pedone del nero · h5 torre del bianco · b4 torre del nero · c4 pedone del nero · e4 re del nero · g4 pedone del bianco · h4 cavallo del bianco · b3 pedone del bianco · d3 cavallo del bianco · e3 pedone del bianco · g3 donna del bianco · h3 pedone del nero · f2 pedone del bianco · g2 cavallo del nero · d1 alfiere del nero · e1 cavallo del nero · h1 re del bianco | h8 alfiere del nero · d7 pedone del nero · b6 pedone del nero · d6 torre del bianco · f6 pedone del nero · c5 pedone del nero · h5 torre del bianco · b4 torre del nero · c4 pedone del nero · e4 re del nero · g4 pedone del bianco · h4 cavallo del bianco · b3 pedone del bianco · d3 cavallo del bianco · e3 pedone del bianco · g3 donna del bianco · h3 pedone del nero · f2 pedone del bianco · g2 cavallo del nero · d1 alfiere del nero · e1 cavallo del nero · h1 re del bianco | h8 alfiere del nero · d7 pedone del nero · b6 pedone del nero · d6 torre del bianco · f6 pedone del nero · c5 pedone del nero · h5 torre del bianco · b4 torre del nero · c4 pedone del nero · e4 re del nero · g4 pedone del bianco · h4 cavallo del bianco · b3 pedone del bianco · d3 cavallo del bianco · e3 pedone del bianco · g3 donna del bianco · h3 pedone del nero · f2 pedone del bianco · g2 cavallo del nero · d1 alfiere del nero · e1 cavallo del nero · h1 re del bianco | h8 alfiere del nero · d7 pedone del nero · b6 pedone del nero · d6 torre del bianco · f6 pedone del nero · c5 pedone del nero · h5 torre del bianco · b4 torre del nero · c4 pedone del nero · e4 re del nero · g4 pedone del bianco · h4 cavallo del bianco · b3 pedone del bianco · d3 cavallo del bianco · e3 pedone del bianco · g3 donna del bianco · h3 pedone del nero · f2 pedone del bianco · g2 cavallo del nero · d1 alfiere del nero · e1 cavallo del nero · h1 re del bianco | 4 |
| 3 | h8 alfiere del nero · d7 pedone del nero · b6 pedone del nero · d6 torre del bianco · f6 pedone del nero · c5 pedone del nero · h5 torre del bianco · b4 torre del nero · c4 pedone del nero · e4 re del nero · g4 pedone del bianco · h4 cavallo del bianco · b3 pedone del bianco · d3 cavallo del bianco · e3 pedone del bianco · g3 donna del bianco · h3 pedone del nero · f2 pedone del bianco · g2 cavallo del nero · d1 alfiere del nero · e1 cavallo del nero · h1 re del bianco | h8 alfiere del nero · d7 pedone del nero · b6 pedone del nero · d6 torre del bianco · f6 pedone del nero · c5 pedone del nero · h5 torre del bianco · b4 torre del nero · c4 pedone del nero · e4 re del nero · g4 pedone del bianco · h4 cavallo del bianco · b3 pedone del bianco · d3 cavallo del bianco · e3 pedone del bianco · g3 donna del bianco · h3 pedone del nero · f2 pedone del bianco · g2 cavallo del nero · d1 alfiere del nero · e1 cavallo del nero · h1 re del bianco | h8 alfiere del nero · d7 pedone del nero · b6 pedone del nero · d6 torre del bianco · f6 pedone del nero · c5 pedone del nero · h5 torre del bianco · b4 torre del nero · c4 pedone del nero · e4 re del nero · g4 pedone del bianco · h4 cavallo del bianco · b3 pedone del bianco · d3 cavallo del bianco · e3 pedone del bianco · g3 donna del bianco · h3 pedone del nero · f2 pedone del bianco · g2 cavallo del nero · d1 alfiere del nero · e1 cavallo del nero · h1 re del bianco | h8 alfiere del nero · d7 pedone del nero · b6 pedone del nero · d6 torre del bianco · f6 pedone del nero · c5 pedone del nero · h5 torre del bianco · b4 torre del nero · c4 pedone del nero · e4 re del nero · g4 pedone del bianco · h4 cavallo del bianco · b3 pedone del bianco · d3 cavallo del bianco · e3 pedone del bianco · g3 donna del bianco · h3 pedone del nero · f2 pedone del bianco · g2 cavallo del nero · d1 alfiere del nero · e1 cavallo del nero · h1 re del bianco | h8 alfiere del nero · d7 pedone del nero · b6 pedone del nero · d6 torre del bianco · f6 pedone del nero · c5 pedone del nero · h5 torre del bianco · b4 torre del nero · c4 pedone del nero · e4 re del nero · g4 pedone del bianco · h4 cavallo del bianco · b3 pedone del bianco · d3 cavallo del bianco · e3 pedone del bianco · g3 donna del bianco · h3 pedone del nero · f2 pedone del bianco · g2 cavallo del nero · d1 alfiere del nero · e1 cavallo del nero · h1 re del bianco | h8 alfiere del nero · d7 pedone del nero · b6 pedone del nero · d6 torre del bianco · f6 pedone del nero · c5 pedone del nero · h5 torre del bianco · b4 torre del nero · c4 pedone del nero · e4 re del nero · g4 pedone del bianco · h4 cavallo del bianco · b3 pedone del bianco · d3 cavallo del bianco · e3 pedone del bianco · g3 donna del bianco · h3 pedone del nero · f2 pedone del bianco · g2 cavallo del nero · d1 alfiere del nero · e1 cavallo del nero · h1 re del bianco | h8 alfiere del nero · d7 pedone del nero · b6 pedone del nero · d6 torre del bianco · f6 pedone del nero · c5 pedone del nero · h5 torre del bianco · b4 torre del nero · c4 pedone del nero · e4 re del nero · g4 pedone del bianco · h4 cavallo del bianco · b3 pedone del bianco · d3 cavallo del bianco · e3 pedone del bianco · g3 donna del bianco · h3 pedone del nero · f2 pedone del bianco · g2 cavallo del nero · d1 alfiere del nero · e1 cavallo del nero · h1 re del bianco | h8 alfiere del nero · d7 pedone del nero · b6 pedone del nero · d6 torre del bianco · f6 pedone del nero · c5 pedone del nero · h5 torre del bianco · b4 torre del nero · c4 pedone del nero · e4 re del nero · g4 pedone del bianco · h4 cavallo del bianco · b3 pedone del bianco · d3 cavallo del bianco · e3 pedone del bianco · g3 donna del bianco · h3 pedone del nero · f2 pedone del bianco · g2 cavallo del nero · d1 alfiere del nero · e1 cavallo del nero · h1 re del bianco | 3 |
| 2 | h8 alfiere del nero · d7 pedone del nero · b6 pedone del nero · d6 torre del bianco · f6 pedone del nero · c5 pedone del nero · h5 torre del bianco · b4 torre del nero · c4 pedone del nero · e4 re del nero · g4 pedone del bianco · h4 cavallo del bianco · b3 pedone del bianco · d3 cavallo del bianco · e3 pedone del bianco · g3 donna del bianco · h3 pedone del nero · f2 pedone del bianco · g2 cavallo del nero · d1 alfiere del nero · e1 cavallo del nero · h1 re del bianco | h8 alfiere del nero · d7 pedone del nero · b6 pedone del nero · d6 torre del bianco · f6 pedone del nero · c5 pedone del nero · h5 torre del bianco · b4 torre del nero · c4 pedone del nero · e4 re del nero · g4 pedone del bianco · h4 cavallo del bianco · b3 pedone del bianco · d3 cavallo del bianco · e3 pedone del bianco · g3 donna del bianco · h3 pedone del nero · f2 pedone del bianco · g2 cavallo del nero · d1 alfiere del nero · e1 cavallo del nero · h1 re del bianco | h8 alfiere del nero · d7 pedone del nero · b6 pedone del nero · d6 torre del bianco · f6 pedone del nero · c5 pedone del nero · h5 torre del bianco · b4 torre del nero · c4 pedone del nero · e4 re del nero · g4 pedone del bianco · h4 cavallo del bianco · b3 pedone del bianco · d3 cavallo del bianco · e3 pedone del bianco · g3 donna del bianco · h3 pedone del nero · f2 pedone del bianco · g2 cavallo del nero · d1 alfiere del nero · e1 cavallo del nero · h1 re del bianco | h8 alfiere del nero · d7 pedone del nero · b6 pedone del nero · d6 torre del bianco · f6 pedone del nero · c5 pedone del nero · h5 torre del bianco · b4 torre del nero · c4 pedone del nero · e4 re del nero · g4 pedone del bianco · h4 cavallo del bianco · b3 pedone del bianco · d3 cavallo del bianco · e3 pedone del bianco · g3 donna del bianco · h3 pedone del nero · f2 pedone del bianco · g2 cavallo del nero · d1 alfiere del nero · e1 cavallo del nero · h1 re del bianco | h8 alfiere del nero · d7 pedone del nero · b6 pedone del nero · d6 torre del bianco · f6 pedone del nero · c5 pedone del nero · h5 torre del bianco · b4 torre del nero · c4 pedone del nero · e4 re del nero · g4 pedone del bianco · h4 cavallo del bianco · b3 pedone del bianco · d3 cavallo del bianco · e3 pedone del bianco · g3 donna del bianco · h3 pedone del nero · f2 pedone del bianco · g2 cavallo del nero · d1 alfiere del nero · e1 cavallo del nero · h1 re del bianco | h8 alfiere del nero · d7 pedone del nero · b6 pedone del nero · d6 torre del bianco · f6 pedone del nero · c5 pedone del nero · h5 torre del bianco · b4 torre del nero · c4 pedone del nero · e4 re del nero · g4 pedone del bianco · h4 cavallo del bianco · b3 pedone del bianco · d3 cavallo del bianco · e3 pedone del bianco · g3 donna del bianco · h3 pedone del nero · f2 pedone del bianco · g2 cavallo del nero · d1 alfiere del nero · e1 cavallo del nero · h1 re del bianco | h8 alfiere del nero · d7 pedone del nero · b6 pedone del nero · d6 torre del bianco · f6 pedone del nero · c5 pedone del nero · h5 torre del bianco · b4 torre del nero · c4 pedone del nero · e4 re del nero · g4 pedone del bianco · h4 cavallo del bianco · b3 pedone del bianco · d3 cavallo del bianco · e3 pedone del bianco · g3 donna del bianco · h3 pedone del nero · f2 pedone del bianco · g2 cavallo del nero · d1 alfiere del nero · e1 cavallo del nero · h1 re del bianco | h8 alfiere del nero · d7 pedone del nero · b6 pedone del nero · d6 torre del bianco · f6 pedone del nero · c5 pedone del nero · h5 torre del bianco · b4 torre del nero · c4 pedone del nero · e4 re del nero · g4 pedone del bianco · h4 cavallo del bianco · b3 pedone del bianco · d3 cavallo del bianco · e3 pedone del bianco · g3 donna del bianco · h3 pedone del nero · f2 pedone del bianco · g2 cavallo del nero · d1 alfiere del nero · e1 cavallo del nero · h1 re del bianco | 2 |
| 1 | h8 alfiere del nero · d7 pedone del nero · b6 pedone del nero · d6 torre del bianco · f6 pedone del nero · c5 pedone del nero · h5 torre del bianco · b4 torre del nero · c4 pedone del nero · e4 re del nero · g4 pedone del bianco · h4 cavallo del bianco · b3 pedone del bianco · d3 cavallo del bianco · e3 pedone del bianco · g3 donna del bianco · h3 pedone del nero · f2 pedone del bianco · g2 cavallo del nero · d1 alfiere del nero · e1 cavallo del nero · h1 re del bianco | h8 alfiere del nero · d7 pedone del nero · b6 pedone del nero · d6 torre del bianco · f6 pedone del nero · c5 pedone del nero · h5 torre del bianco · b4 torre del nero · c4 pedone del nero · e4 re del nero · g4 pedone del bianco · h4 cavallo del bianco · b3 pedone del bianco · d3 cavallo del bianco · e3 pedone del bianco · g3 donna del bianco · h3 pedone del nero · f2 pedone del bianco · g2 cavallo del nero · d1 alfiere del nero · e1 cavallo del nero · h1 re del bianco | h8 alfiere del nero · d7 pedone del nero · b6 pedone del nero · d6 torre del bianco · f6 pedone del nero · c5 pedone del nero · h5 torre del bianco · b4 torre del nero · c4 pedone del nero · e4 re del nero · g4 pedone del bianco · h4 cavallo del bianco · b3 pedone del bianco · d3 cavallo del bianco · e3 pedone del bianco · g3 donna del bianco · h3 pedone del nero · f2 pedone del bianco · g2 cavallo del nero · d1 alfiere del nero · e1 cavallo del nero · h1 re del bianco | h8 alfiere del nero · d7 pedone del nero · b6 pedone del nero · d6 torre del bianco · f6 pedone del nero · c5 pedone del nero · h5 torre del bianco · b4 torre del nero · c4 pedone del nero · e4 re del nero · g4 pedone del bianco · h4 cavallo del bianco · b3 pedone del bianco · d3 cavallo del bianco · e3 pedone del bianco · g3 donna del bianco · h3 pedone del nero · f2 pedone del bianco · g2 cavallo del nero · d1 alfiere del nero · e1 cavallo del nero · h1 re del bianco | h8 alfiere del nero · d7 pedone del nero · b6 pedone del nero · d6 torre del bianco · f6 pedone del nero · c5 pedone del nero · h5 torre del bianco · b4 torre del nero · c4 pedone del nero · e4 re del nero · g4 pedone del bianco · h4 cavallo del bianco · b3 pedone del bianco · d3 cavallo del bianco · e3 pedone del bianco · g3 donna del bianco · h3 pedone del nero · f2 pedone del bianco · g2 cavallo del nero · d1 alfiere del nero · e1 cavallo del nero · h1 re del bianco | h8 alfiere del nero · d7 pedone del nero · b6 pedone del nero · d6 torre del bianco · f6 pedone del nero · c5 pedone del nero · h5 torre del bianco · b4 torre del nero · c4 pedone del nero · e4 re del nero · g4 pedone del bianco · h4 cavallo del bianco · b3 pedone del bianco · d3 cavallo del bianco · e3 pedone del bianco · g3 donna del bianco · h3 pedone del nero · f2 pedone del bianco · g2 cavallo del nero · d1 alfiere del nero · e1 cavallo del nero · h1 re del bianco | h8 alfiere del nero · d7 pedone del nero · b6 pedone del nero · d6 torre del bianco · f6 pedone del nero · c5 pedone del nero · h5 torre del bianco · b4 torre del nero · c4 pedone del nero · e4 re del nero · g4 pedone del bianco · h4 cavallo del bianco · b3 pedone del bianco · d3 cavallo del bianco · e3 pedone del bianco · g3 donna del bianco · h3 pedone del nero · f2 pedone del bianco · g2 cavallo del nero · d1 alfiere del nero · e1 cavallo del nero · h1 re del bianco | h8 alfiere del nero · d7 pedone del nero · b6 pedone del nero · d6 torre del bianco · f6 pedone del nero · c5 pedone del nero · h5 torre del bianco · b4 torre del nero · c4 pedone del nero · e4 re del nero · g4 pedone del bianco · h4 cavallo del bianco · b3 pedone del bianco · d3 cavallo del bianco · e3 pedone del bianco · g3 donna del bianco · h3 pedone del nero · f2 pedone del bianco · g2 cavallo del nero · d1 alfiere del nero · e1 cavallo del nero · h1 re del bianco | 1 |
|   | a | b | c | d | e | f | g | h |   |

Soluzione:
1.   Cf5!  (min. 2.f3+ Axf3   3.Cf2#)

1. ...cxd3  2. Tе6+ dxe6  3. Cd6#

1. ...Cxd3  2. Td4+ cxd4  3. Cd6#

1. ...Af3  2. Dе5+ fxe5  3. Cg3#